# Реджинальд Денні (актор)
Реджинальд Лі Денні (англ. Reginald Leigh Dugmore; 20 листопада 1891 — 16 червня 1967) — англійський актор кіно, телебачення та театру, а також авіатор і піонер БПЛА. Він також був одноразовим чемпіоном аматорського боксу в Великій Британії.

## Кар'єра актора
Народився у Ричмонді, графстві Суррей, Англії, Денні (джерела дають різні імена при народженні Реджинальд Деймор, Реджинальд Лі Деймор і Реджинальд Лі Дагмор Денні), але у в записах при народжені він названий як Річард Лі Дагмор, розпочав власну сценічну кар'єру в віці семи років у «The Royal Family». У віці 16 років, він з'явився у опереті «Весела вдова».

## Кар'єра авіатора
В Першу світову війну він служив спостерігачем/стрільцем у Королівському льотному корпусі, а в 1920-х він виступав як пілот каскадер. На початку 1930-х, Денні зацікавився радіокерованими моделями літаків. Він і його ділові партнери створили компанію Reginald Denny Industries і відкрили магазин моделей літаків в 1934, який називався «Reginald Denny Hobby Shops».
В 1938 він купив розробку літака в Уолтера Райтера і почав продавати його під назвою «Dennyplane», а також двигун літака, який називався «Dennymite». В 1940, Денні і його партнери отримали контракт із Армією США на створення свого радіо керованого літака-мішені, OQ-2 Radioplane. Вони створили майже п'ятнадцять тисяч дронів для Армії США під час Другої Світової Війни. Компанію купила корпорація Northrop в 1952.

## Вибрана фільмографія
- 1919 — Червоний ліхтар
- 1936 — Ромео і Джульєтта
- 1940 — Ребекка